# 2021年國家聯盟分區賽
2021年國家聯盟分區賽是國家聯盟季後賽第一輪，採用的是5戰3勝制，勝出的2支球隊將會得到國聯冠軍賽的資格。目前3分區冠軍和1外卡資格球隊獲勝的球隊將參與此次賽事。本賽事在2021年10月8日至10月日舉行，參賽的4支球隊是：
- 舊金山巨人（國聯西區冠軍，107勝55敗）對上洛杉磯道奇（國聯西區外卡資格，106勝56敗）
- 密爾瓦基釀酒人（國聯中區冠軍，95勝67敗）對上 亞特蘭大勇士（國聯東區冠軍，88勝73敗）

最終道奇3勝2敗淘汰巨人，勇士3勝1敗淘汰釀酒人，道奇和勇士晉級國聯冠軍戰。

## 舊金山巨人對洛杉磯道奇
| 場次 | 客隊       | 比分 | 主隊       | 日期     | 場地       | 觀眾人數 |
| ---- | ---------- | ---- | ---------- | -------- | ---------- | -------- |
| 1    | 洛杉磯道奇 | 0：4 | 舊金山巨人 | 10月8日  | 甲骨文球場 | 41934    |
| 2    | 洛杉磯道奇 | 9：2 | 舊金山巨人 | 10月9日  | 甲骨文球場 | 42275    |
| 3    | 舊金山巨人 | 1：0 | 洛杉磯道奇 | 10月11日 | 道奇體育場 | 53299    |
| 4    | 舊金山巨人 | 2：7 | 洛杉磯道奇 | 10月12日 | 道奇體育場 | 52935    |
| 5    | 洛杉磯道奇 | 2：1 | 舊金山巨人 | 10月14日 | 甲骨文球場 | 42275    |

### 10月8日 第一場
加州，舊金山，甲骨文球場
| 洛杉磯道奇 | 0 | 0 | 0 | 0 | 0 | 0 | 0 | 0 | 0 | 0 | 5 | 0 |
| 舊金山巨人 | 2 | 0 | 0 | 0 | 0 | 0 | 1 | 1 | X | 4 | 7 | 2 |
| 勝投： Logan Webb（1–0） 敗投： 沃克·布勒（0–1） 全壘打： 道奇：無 巨人：巴斯特·波西（1下，2分）、克里斯·布萊恩（7下，1分）、布蘭登·克勞佛（8下，1分） |   |   |   |   |   |   |   |   |   |   |   |   |

巨人推出年僅24歲的Logan Webb先發，而他主投7.2局送出10次三振無失分，表現相當優異。
沃克·布勒在首局就被巴斯特·波西敲出2分砲，雖然他之後也連賞巨人隊5個鴨蛋，不過他在7局下又遭到克里斯·布萊恩狙擊，總計6.1局投球失3分。
布蘭登·克勞佛也在8局下開轟追加保險分，終場巨人便以4比0拿下系列賽首勝。

### 10月9日 第二場
加州，舊金山，甲骨文球場
| 洛杉磯道奇                                                                                          | 0 | 2 | 0 | 0 | 0 | 4 | 0 | 3 | 0 | 9 | 11 | 0 |
| 舊金山巨人                                                                                          | 0 | 1 | 0 | 0 | 0 | 1 | 0 | 0 | 0 | 2 | 6  | 0 |
| 勝投： Julio Urías（1–0） 敗投： 凱文·高斯曼（0–1） 全壘打： 道奇：威爾·史密斯（8上，1分） 巨人：無 |   |   |   |   |   |   |   |   |   |   |    |   |

Julio Urías發揮大聯盟勝投王的水準，繳出5局失1分的好表現。不過凱文·高斯曼身為巨人王牌，雖然在2局上遭遇亂流失2分，還是努力幫助球隊緊咬比數。
6局上，高斯曼留下1出局一二壘有人的局面，而接替投球的Dominic Leone沒有成功拆彈，還被敲出兩支二壘安打，讓道奇攻下4分大局。
8局上，威爾·史密斯敲出陽春砲，再開啟道奇的一波攻勢，中場道奇就以9比2贏球，成功扳平系列賽。

### 10月11日 第三場
加利福尼亞州，洛杉磯，道奇體育場
| 舊金山巨人 | 0 | 0 | 0 | 0 | 1 | 0 | 0 | 0 | 0 | 1 | 3 | 0 |
| 洛杉磯道奇 | 0 | 0 | 0 | 0 | 0 | 0 | 0 | 0 | 0 | 0 | 5 | 0 |
| 勝投： Taylor Rogers（1–0） 敗投： 麥斯·薛澤（0–1） 救援成功： Camilo Doval（1） 全壘打： 巨人：埃文·朗歌利亞（5上，1分） 道奇：無 |   |   |   |   |   |   |   |   |   |   |   |   |

麥斯·薛澤主投7局送出10次三振，僅在5局上被埃文·朗歌利亞敲出全壘打失1分。不過艾力克斯·伍德主投4.2局無失分後，Taylor Rogers和傑克·麥基合力投到七局都還握有領先。
7局下，道奇一出局後一二壘有人，一度握有追平氣勢。不過穆奇·貝茲敲出平飛球遭到布蘭登·克勞佛接殺，道奇攻勢因此中斷。最終巨人就以1比0險勝，系列賽拿下聽牌優勢。

### 10月12日 第四場
加利福尼亞州，洛杉磯，道奇體育場
| 舊金山巨人 | 0 | 0 | 0 | 0 | 1 | 0 | 0 | 1 | 0 | 2 | 7  | 1 |
| 洛杉磯道奇 | 1 | 1 | 0 | 2 | 1 | 0 | 0 | 2 | X | 7 | 12 | 0 |
| 勝投： 喬·凱利（1–0） 敗投： 安東尼·迪斯克拉方尼（0–1） 全壘打： 巨人：無 道奇：穆奇·貝茲（4下，2分）、威爾·史密斯（8下，2分） |   |   |   |   |   |   |   |   |   |   |    |   |

安東尼·迪斯克拉方尼僅投1.2局就失2分退場。4局下，穆奇·貝茲敲出2分砲，直接拉開比分差距。
巨人隊只在5、8兩局個追回一分，8局下，威爾·史密斯也敲出2分砲，最後道奇7比2追平系列賽。

### 10月14日 第五場
加州，舊金山，甲骨文球場
| 洛杉磯道奇 | 0 | 0 | 0 | 0 | 0 | 1 | 0 | 0 | 1 | 2 | 8 | 1 |
| 舊金山巨人 | 0 | 0 | 0 | 0 | 0 | 1 | 0 | 0 | 0 | 1 | 6 | 0 |
| 勝投： 肯利·簡森（1–0） 敗投： Camilo Doval（0–1） 救援成功： 麥斯·薛澤（1） 全壘打： 道奇：無 巨人：達林·拉夫（6下，1分） |   |   |   |   |   |   |   |   |   |   |   |   |

Logan Webb主投7局送出7次三振失1分，表現還是一樣出色。而道奇推出Corey Knebel擔任假先發，並將真先發胡立歐·烏瑞亞斯派在第三局上場。
6局上，柯瑞·席格敲出二壘安打帶有一分打點。不過巨人在下半局靠著達林·拉夫的季後賽首轟追平比數。
9局上，科迪·貝林傑在一二壘有人時敲出安打送回超前分。9局下2出局一壘有人，Wilmer Flores被一壘審裁定出棒過半遭到三振，儘管這個判決具備極大爭議，但道奇仍以2比1打敗巨人，晉級國聯冠軍賽。

## 密爾瓦基釀酒人對亞特蘭大勇士
| 場次 | 客隊           | 比分 | 主隊           | 日期     | 場地         | 觀眾人數 |
| ---- | -------------- | ---- | -------------- | -------- | ------------ | -------- |
| 1    | 亞特蘭大勇士   | 1：2 | 密爾瓦基釀酒人 | 10月8日  | 米勒棒球場   | 40,852   |
| 2    | 亞特蘭大勇士   | 3：0 | 密爾瓦基釀酒人 | 10月9日  | 米勒棒球場   | 43,812   |
| 3    | 密爾瓦基釀酒人 | 0：3 | 亞特蘭大勇士   | 10月11日 | 太陽信託公園 | 41,479   |
| 4    | 密爾瓦基釀酒人 | 4：5 | 亞特蘭大勇士   | 10月12日 | 太陽信託公園 | 40,195   |

### 10月8日 第一場
威斯康辛州，密爾瓦基，米勒棒球場
| 亞特蘭大勇士 | 0 | 0 | 0 | 0 | 0 | 0 | 0 | 1 | 0 | 1 | 4 | 0 |
| 密爾瓦基釀酒人 | 0 | 0 | 0 | 0 | 0 | 0 | 2 | 0 | X | 2 | 5 | 0 |
| 勝投： Adrian Houser（1–0） 敗投： 查理·莫頓（0–1） 救援成功： 賈許·海德（1） 全壘打： 勇士：賈克·彼得森（8上，1分） 釀酒人：Rowdy Tellez（7下，2分） |   |   |   |   |   |   |   |   |   |   |   |   |

柯賓·伯恩斯和查理·莫頓上演一場精采的投手戰，兩人在前6局投球完全沒有失分。
7局下，阿法薩耶爾·賈西亞因觸身球上壘，下一棒的Rowdy Tellez敲出2分砲，直接將莫頓打退場。
8局上，賈克·彼得森也回敬一支陽春砲，不過Adrian Houser和賈許·海德仍順利守成，終場釀酒人2比1搶下系列賽首勝。

### 10月9日 第二場
威斯康辛州，密爾瓦基，米勒棒球場
| 亞特蘭大勇士 | 0 | 0 | 2 | 0 | 0 | 1 | 0 | 0 | 0 | 3 | 7 | 0 |
| 密爾瓦基釀酒人 | 0 | 0 | 0 | 0 | 0 | 0 | 0 | 0 | 0 | 0 | 6 | 0 |
| 勝投： 麥克斯·弗里德（1–0） 敗投： 布蘭登·伍卓夫（0–1） 救援成功： Will Smith（1） 全壘打： 勇士：Austin Riley（6上，1分） 釀酒人：無 |   |   |   |   |   |   |   |   |   |   |   |   |

麥克斯·弗里德和布蘭登·伍卓夫也上演一場精采的投手戰，不過伍卓夫在3局上被荷黑·索列爾敲出二壘安打後，又被弗萊迪·弗里曼和奧西·艾爾比斯敲出安打失分。
6局上，Austin Riley敲出全壘打，幫助勇士繼續擴大分差。加上弗里德主投6局送出9次三振無失分的內容，勇士就以3比0完封釀酒人，系列賽扳成1比1平手。

### 10月11日 第三場
喬治亞州，亞特蘭大，太陽信託公園
| 密爾瓦基釀酒人 | 0 | 0 | 0 | 0 | 0 | 0 | 0 | 0 | 0 | 0 | 5 | 0 |
| 亞特蘭大勇士 | 0 | 0 | 0 | 0 | 3 | 0 | 0 | 0 | X | 3 | 8 | 0 |
| 勝投： 伊恩·安德森（1–0） 敗投： Adrian Houser（1–1） 救援成功： Will Smith（2） 全壘打： 釀酒人：無 勇士：賈克·彼得森（5下，3分） |   |   |   |   |   |   |   |   |   |   |   |   |

伊恩·安德森和弗雷迪·裴洛塔在前四局上演精采的投手戰，兩隊完全沒有得分。
5局下，賈克·彼得森從Adrian Houser手中擊出三分砲，這也是兩隊唯一的得分亮點。最終勇士3比0贏球，賞給釀酒人連兩場完封。

### 10月12日 第四場
喬治亞州，亞特蘭大，太陽信託公園
| 密爾瓦基釀酒人 | 0 | 0 | 0 | 2 | 2 | 0 | 0 | 0 | 0 | 4 | 8  | 0 |
| 亞特蘭大勇士 | 0 | 0 | 0 | 2 | 2 | 0 | 0 | 1 | X | 5 | 11 | 1 |
| 勝投： Tyler Matzek（1–0） 敗投： 賈許·海德（0–1） 救援成功： Will Smith（3） 全壘打： 釀酒人：Rowdy Tellez（5上，2分） 勇士：弗萊迪·弗里曼（8下，1分） |   |   |   |   |   |   |   |   |   |   |    |   |

4局上，釀酒人靠著3支安打和保送拿下2分，不過勇士很快就在下半局透過艾迪·羅薩里奧的安打追平比數。
5局上，Rowdy Tellez敲出系列賽第二轟，幫助釀酒人二度取得領先。不過勇士在一出局滿壘的局面敲出滾地球和一壘安打，又拿下2分再度追平。
8局下，釀酒人派出這季面對左投從未被挨轟的賈許·海德上場。不過他在送出2個三振後，被左投的弗萊迪·弗里曼敲出全壘打，而勇士就靠著這支全壘打，加上Will Smith的再見三振，成功晉級聯盟冠軍賽。